# Human (Death-album)
A Human az amerikai Death együttes negyedik nagylemeze, mely 1991-ben jelent meg. A zenekar ezen a lemezen még inkább a progresszív metal felé fordult, háttérbe szorultak a death metalos elemek, valamint szövegek tekintetében is végérvényesen hátat fordítottak a death metalos múltnak. A basszustémákat a műfaj egyik legnagyobb alakjának számító Steve DiGiorgio játszotta fel, míg a dobok és a másodgitárosi posztok mögött két későbbi Cynic muzsikus található: Sean Reinert és Paul Masvidal. A Human volt az addigi legsikeresebb album, amihez nagyban hozzájárult, hogy a Lack of Comprehension klipjét, gyakran műsorára tűzte az MTV.
A lemezt 2017-ben a Rolling Stone magazin a Minden idők 100 legjobb metalalbuma listáján a 70. helyre rangsorolta.

## Számlista
1. "Flattening of Emotions" – 4:28
2. "Suicide Machine" – 4:19
3. "Together as One" – 4:06
4. "Secret Face" – 4:36
5. "Lack of Comprehension" – 3:39
6. "See Through Dreams" – 4:26
7. "Cosmic Sea (instrumentális)" – 4:23 ( a visszafele lejátszott gitársávokat is tartalmazó, instrumentális utazás, a beszédes című Cosmic S. )
8. "Vacant Planets" – 3:48
9. "God of Thunder" – 3:56 ( Kiss feldolgozás)

## Zenészek
- Chuck Schuldiner – gitár, ének
- Paul Masvidal – gitár
- Steve DiGiorgio – basszusgitár
- Sean Reinert – dob